# Michael-Gerade
Die Michael-Gerade oder Michael-Line, benannt nach Ernest Michael, ist ein spezieller, im mathematischen Teilgebiet der Topologie betrachteter topologischer Raum. Historisch war er das erste Beispiel eines normalen Raums, dessen Produkt mit einem metrischen Raum nicht wieder normal ist.

## Definition
Die Michael-Gerade {\displaystyle M} ist die Menge {\displaystyle \mathbb {R} }, woher die Bezeichnung Gerade rührt, zusammen mit der wie folgt definierten Topologie {\displaystyle \tau _{M}}: Offene Mengen sind die Vereinigungen {\displaystyle U\cup I}, wobei
- {\displaystyle U} eine in der euklidischen Topologie offene Menge, das heißt eine Vereinigung von Intervallen {\displaystyle (a,b)} mit {\displaystyle a,b\in \mathbb {R} }
- {\displaystyle I} eine beliebige Teilmenge der irrationalen Zahlen

ist. Man zeigt, dass dadurch ein topologischer Raum {\displaystyle M=(\mathbb {R} ,\tau _{M})} definiert ist.

## Eigenschaften
- Die Michael-Gerade {\displaystyle M=(\mathbb {R} ,\tau _{M})} ist ein normaler Raum, sogar ein parakompakter Raum.[4]
- Ist {\displaystyle X} der Raum der irrationalen Zahlen mit der relativen euklidischen Topologie, so ist das Produkt {\displaystyle M\times X} nicht normal. Das hat E. Michael in seiner unten zitierten Originalarbeit gezeigt.
- Die Michael-Gerade ist nicht metrisierbar, denn obiges Produkt wäre sonst ebenfalls metrisierbar und damit normal.
- Die Michael-Gerade ist kein Lindelöf-Raum. Ist {\displaystyle (r_{n})_{n}} eine Abzählung der rationalen Zahlen, so bilden die Mengen {\displaystyle (r_{n}-2^{-n},r_{n}+2^{-n})} und die einpunktigen Mengen {\displaystyle \{x\}} aus allen irrationalen Punkten eine offene Überdeckung, die keine abzählbare Teilüberdeckung besitzt, denn die Vereinigung einer abzählbaren Teilmenge der Überdeckungsmengen hat höchstens das Lebesgue-Maß 4. Die Frage, ob es auch Lindelöf-Räume gibt, deren Produkt mit dem Raum der irrationalen Zahlen nicht normal ist, berührt die Axiomatik der Mengenlehre. Lindelöf-Räume mit dieser Eigenschaft nennt man Michael-Räume[5], die Michael-Gerade ist wegen der fehlenden Lindelöf-Eigenschaft kein Michael-Raum.